# Guymon
Guymon è un comune degli Stati Uniti d'America, situato in Oklahoma, nella contea di Texas, della quale è anche il capoluogo.

## Storia

### Origini
Negli anni Novanta del XIX secolo, Edward T. Guymon, presidente della Inter-State Land and Town Company, comprò una porzione di terra ad ovest del fiume Beaver, conosciuto anche come North Canadian River. Il sito crebbe molto velocemente dopo che la Chicago, Rock Island and Pacific Railroad ebbe costruito una linea ferroviaria da Liberal a Texhoma nel 1901. Lungo questo tracciato venne creato un ufficio postale dapprima chiamato Sanford dall'allora U.S. Post Office Department, che venne rinominato Guymon meno di un mese dopo per evitare confusione con la città di Stratford, che si trovava poco oltre lungo la stessa linea. L'area venne inclusa nella Contea di Beaver, nel Territorio dell'Oklahoma, nel 1904.
La crescita di Guymon ricevette un forte impulso quando molte attività si spostarono qui dalla vicina cittadina di Hardesty. Una di queste fu il giornale Hardesty Herald, che il proprietario Richard B. Quinn presto rinominò Guymon Herald. Quando l'Oklahoma divenne uno Stato nel 1907, Guymon contava 839 abitanti e venne designata come capoluogo della neonata Contea di Texas. Al censimento del 1910, la cittadina aveva 1 342 abitanti, tre banche, tre alberghi, quattro dottori, un mulino, un'azienda di cereali e vari esercizi commerciali. Venne fondato un secondo giornale, il Guymon Democrat. L'agricoltura divenne la base dell'economia di Guymon. Il censimento del 1920 registrava 1 507 abitanti, che crebbero a 2 181 nel 1930.
La Grande depressione del 1929 e le gravi calamità naturali del Dust Bowl ebbero un effetto negativo su Guymon: il 14 aprile 1935 viene ricordato come "Black Sunday", il giorno della peggiore tempesta di sabbia della storia della regione che causò enormi danni economici e all'agricoltura. Tuttavia, la scoperta dei vicini giacimenti di gas naturale di Hugoton creò nuovi posti di lavoro e portò la popolazione di Guymon a 2 290 nel 1940.

### Sviluppo
Nel 1946 la cittadina e le aree circostanti beneficiarono dell'insediamento di due impianti per la produzione di nero di carbonio, una fabbrica di ghiaccio, uno stabilimento per la macinazione di cereali, una raffineria ed una centrale elettrica della Southwestern Public Service Company.
Nel 1949 aprì il Guymon Municipal Hospital (oggi Memorial Hospital of Texas County). Dal 1950 la popolazione di Guymon crebbe rapidamente fino a 4 718 abitanti, e dieci anni dopo raggiunse il numero di 5 768.
Negli anni Sessanta vennero aperte altre attività come l'Hitch Ranch, un allevamento di bovini, e in seguito un mattatoio collegato al ranch. Nel 1980 la popolazione si attestò a 8 492, ma scese a 7 803 nel 1990. Negli anni Novanta del XX secolo, la società Seaboard Farms avviò due stabilimenti per l'allevamento dei suini. Agli inizi del XXI secolo la Seaboard divenne così il principale datore di lavoro della regione. Le attività legate all'agricoltura e la zootecnia attrassero un gran numero di lavoratori di origine ispanica, che nel 2000 rappresentava il 38% su una popolazione di 10 472 abitanti. Nel 2010 la popolazione totale si assestò a 11 442, di cui il 51% ispanici. Quell'anno Guymon aveva la quarta più grande comunità ispanica dello Stato, dopo Oklahoma City, Tulsa, e Lawton.

## Economia
Guymon è il centro dell'economia locale, che si basa sulla coltivazione di grano, allevamento di bestiame, soprattutto suini, caseifici, industria manifatturiera di attrezzature agricole e sull'estrazione e lavorazione di gas naturale. 
Dal 2011 è cominciato nell'area di Guymon un vasto movimento per sfruttare su larga scala la forza del vento per la produzione di elettricità.

## Monumenti e luoghi d'interesse
Nel 1984 la Texas County Courthouse, il tribunale della Contea, è stata inserita nel Registro nazionale dei luoghi storici.
Sono registrati anche i tre siti archeologici di Easterwood, Nash II-Clawson e Two Sisters.